# Mycosphaerella tingens
Mycosphaerella tingens är en svampart som först beskrevs av Niessl, och fick sitt nu gällande namn av P. Larsen 1932. Mycosphaerella tingens ingår i släktet Mycosphaerella och familjen Mycosphaerellaceae.   Inga underarter finns listade i Catalogue of Life.